# 東急デハ40形電車
東急デハ40形電車（とうきゅうデハ40がたでんしゃ）は東京急行電鉄の軌道線（旧・玉川電気鉄道線）で使用されていた電動車である。

## 概要
玉川電気鉄道56号形として、1928年から1930年にかけて日本車輌製造で計11両が新造された。玉電初の密閉式3扉車で、竣功当時の窓配置は1wD6D6wD1（wDは2枚引戸を示す。前後は戸袋の狭窓）、集電装置はトロリーポール前後各2基装備のダブルポール、運転台付近は低床構造であった。本形式以後の車両増備がないまま、1938年には東京横浜電鉄に吸収合併されたため、玉川電気鉄道としては最後の新造形式となった。
東京横浜電鉄吸収合併→東京急行電鉄（大東急）発足によりデハ40形と改番したが、デハ30形の35号（初代）が52号に改番されて編入したため12両となった。52号の形態はデハ30形のままで、デハ40形としては異端車になった。
戦後の更新で集電装置をビューゲルに改良、車体延長により、運転台の側窓取り付けと高床化、側窓の二段上昇式への変更、集電装置をビューゲルに取り替え、車体延長による運転台の高床化、重連運転に備え直接制御の間接非自動制御（HL）化、空気制動の非常管付直通制動（SME）化、及び自動連結器等の取付改造が行われた。
連結2人乗り改造はなされず、晩年はデハ30形と共に専ら朝のラッシュ時専用となっていた。
デハ30形と同様1968年から廃車が始まり、玉川線・砧線廃止日1969年5月11日に全車廃車され形式消滅している。